# Горбівська сільська рада (Новгород-Сіверський район)
Го́рбівська сільська́ ра́да — адміністративно-територіальна одиниця та орган місцевого самоврядування в Новгород-Сіверському районі Чернігівської області. Адміністративний центр — село Горбове.
31 серпня 2018 року приєднана до Новгород-Сіверської міської ради обласного значення.

## Загальні відомості
Горбівська сільська рада утворена у 1930 році.
- Територія ради: 38,521 км²
- Населення ради: 704 особи (станом на 2001 рік)

## Населені пункти
Сільській раді були підпорядковані населені пункти:
- с. Горбове
- с. Путивськ
- с. Юхнове

## Склад ради
Рада складалася з 12 депутатів та голови.
- Голова ради: Панасенко Юрій Васильович
- Секретар ради: Захарченко Олександра Петрівна

### Керівний склад попередніх скликань
| Прізвище, ім'я, по батькові | Основні відомості                                                             | Дата обрання | Дата звільнення |
| --------------------------- | ----------------------------------------------------------------------------- | ------------ | --------------- |
| Панасенко Юрій Васильович   | Сільський голова, 1961 року народження, освіта середня загальна, безпартійний | 26.03.2006   | 31.10.2010      |
| Панасенко Юрій Васильович   | Сільський голова, 1961 року народження, освіта середня загальна, безпартійний | 31.10.2010   |                 |

Примітка: таблиця складена за даними сайту Верховної Ради України

### Депутати
За результатами місцевих виборів 2010 року депутатами ради стали:

#### За суб'єктами висування
| Суб'єкт висування                 | Кількість обраних депутатів | %    |
| --------------------------------- | --------------------------- | ---- |
| Партія регіонів                   | 9                           | 75   |
| Самовисування                     | 2                           | 16,7 |
| Політична партія «Сильна Україна» | 1                           | 8,3  |

#### За округами
| № округу                          | Прізвище, ім'я, по батькові     | Дата визнання обраним | Освіта  | Партійна приналежність                  | Відомості про обраного депутата                                    |
| --------------------------------- | ------------------------------- | --------------------- | ------- | --------------------------------------- | ------------------------------------------------------------------ |
| Партія регіонів                   |                                 |                       |         |                                         |                                                                    |
| 2                                 | Козлов Іван Володимирович       | 01.11.2010            | середня | член Партії регіонів                    | ДП «Новгород-Сіверськрай агролісгосп», лісник                      |
| 5                                 | Галушко Любов Миколаївна        | 01.11.2010            | середня | член Партії регіонів                    | Горбівський фельдшерсько-акушерський пункт, молодша медична сестра |
| 6                                 | Кулак Олена Семенівна           | 01.11.2010            | середня | член Партії регіонів                    | тимчасово не працює                                                |
| 7                                 | Скуба Валерій Антонович         | 01.11.2010            | середня | член Партії регіонів                    | тимчасово не працює                                                |
| 8                                 | Захарченко Анатолій Миколайович | 01.11.2010            | середня | член Партії регіонів                    | Коропське ГГ ВАТ «Чернігівгаз», слюсар                             |
| 9                                 | Цурган Олена Михайлівна         | 01.11.2010            | вища    | член Партії регіонів                    | Горбівська сільська рада, головний бухгалтер                       |
| 10                                | Панасенко Аліна Антонівна       | 01.11.2010            | середня | член Партії регіонів                    | філія Ощадбану 3048/09, контролер                                  |
| 11                                | Захарченко Олександра Петрівна  | 01.11.2010            | середня | член Партії регіонів                    | Горбівська сільська рада, секретар                                 |
| 12                                | Бойко Олександра Іванівна       | 01.11.2010            | середня | член Партії регіонів                    | пенсіонер                                                          |
| Політична партія «Сильна Україна» |                                 |                       |         |                                         |                                                                    |
| 4                                 | Дудко Оксана Мирославівна       | 01.11.2010            | середня | член Політичної партії «Сильна Україна» | тимчасово не працює                                                |
| Самовисування                     |                                 |                       |         |                                         |                                                                    |
| 1                                 | Іванченко Людмила Миколаївна    | 01.11.2010            | середня | позапартійна                            | Горбівська сільська рада, прибиральниця                            |
| 3                                 | Сторчак Ірина Анатоліївна       | 01.11.2010            | середня | позапартійна                            | фермерське господарство «Істок», головний бухгалтер                |